# Gilfaethwy
Nella mitologia gallese Gilfaethwy era un figlio della dea Dôn e fratello di Gwydion e di Arianrhod. Appare nel quarto ramo del Mabinogion come un personaggio minore, anche se funzionale alla trama. A differenza di sua madre e dei suoi fratelli, non sembra mostrare attributi magici o divini.

## Mitologia
Nel quarto ramo del Mabinogion suo zio Math fab Mathonwy, re del Gwynedd, deve tenere i suoi piedi sul grembo di una vergine a meno che non sia in guerra. Gilfaethwy s'innamora di Goewin, la vergine che regge i piedi di Math. Per sottrarla al suo compito, assieme a Gwydion, ruba i maiali di Pryderi, re del Dyfed, causando una guerra con i regni confinanti. Mentre Math è in guerra, Gilfaethwy ritorna di nascosto nel Gwynedd e rapisce Goewin. Quando Math scopre che Goewin non è più vergine, punisce i suoi nipoti condannadoli a trasformarsi per tre anni in una coppia di animali: il primo anno Gilfaethwy diventa una cerva e Gwydion un cervo; il secondo anno Gilfaethwy diventa un cinghiale e Gwydion una scrofa; il terzo anno Gilfaethwy diventa una lupa e Gwydion un lupo. Dalla loro unione nascono tre figli. Ognuno viene inviato alla nascita da Math che li fa diventare umani e li battezza: Hyddwn, Hychddwn e Bleiddwn. Dopo tre anni Math ritrasforma in uomini Gilfaethwy e Gwydion.

## Riferimenti successivi
Gilfaethwy potrebbe essere il personaggio che ha dato origine al successivo Sir Griflet, uno dei Cavalieri della Tavola Rotonda del ciclo arturiano, che compare nel poema Erec e Enide come Griflet figlio di Do, anche se in questo caso Do (che deriverebbe da Dôn), è il padre del cavaliere e quindi un personaggio maschile. Il personaggio appare anche come Jaufré nell'omonimo poema in lingua occitana.